# Список исполнителей Roadrunner Records
Список исполнителей Roadrunner Records — перечень музыкантов, музыкальных групп, записанных и изданных лейблом Roadrunner Records.
Указанные ниже исполнители либо записываются на данный момент, либо записывались на этом лейбле ранее.

## Текущие исполнители Roadrunner Records
| - 3 Inches of Blood - 7th Son - 8 Foot Sativa ( Новая Зеландия) - Adelleda ( Новая Зеландия) - Airbourne - Amanda Palmer - Atreyu (кроме США) - Behind Crimson Eyes ( Австралия) - Betzefer (кроме США) - Biffy Clyro ( США, Япония) - Black Stone Cherry - Bleeding Through (кроме США) - Blood Has Been Shed ( Нидерланды и Великобритания) - Caliban (кроме США) - Cavalera Conspiracy - CKY - Cradle of Filth - Convent of Mercy ( Австралия) - DÅÅTH - Delain ( Европа) - Delight ( Польша) - De Novo Dahl - Devilicious ( Великобритания) - DevilDriver - Divine Heresy (кроме США) - Down (кроме США) | - DragonForce ( США и Великобритания) - Dream Theater - Dresden Dolls ( США, Великобритания и Австралия) - Dry Ivory Fenrir Black - Electric Eel Shock ( Япония) - Emperor ( Норвегия, Швеция, Финляндия, Исландия и Дания) - Every Time I Die ( Великобритания) - Fear Factory ( США) - FC Five ( Япония) - Flames Go Higher ( Австралия) - Hopesfall ( Великобритания, Австралия) - Jeopardy Theory ( Новая Зеландия) - Jonas Goldbaum ( Германия) - Juodoji Orchidėja ( Литва) - Khoma ( Великобритания) - Korn ( США) - Kill Hannah (кроме США) - Killswitch Engage ( США) - Kids In Glass Houses ( Великобритания) - Lamb Of God (кроме Северной Америки) - Madina Lake - Make Them Suffer ( Австралия) - Megadeth - Most Precious Blood ( Великобритания, Австралия) - Mutiny Within - Motionless In White - Negative ( Европа) - Nickelback (кроме Канады) | - Nightwish ( США) - Opeth - Poison the Well ( Великобритания) - Porcupine Tree ( Великобритания) - Rob Zombie ( США) - Satyricon (кроме США и Норвегии) - Slash - Slipknot (кроме Скандинавии) - Soulfly - Steadlür - sterioside - Stone Sour - The Amity Affliction ( Австралия) - The Creetins ( Германия) - The Cult - The Parlor Mob - The White Room ( Австралия) - The Wombats ( США) - Theory of a Deadman - Terror ( Великобритания, Австралия) - Throwdown (кроме США) - Trivium - Turnstile - Walls of Jericho ( Великобритания, Австралия) - Within Temptation (кроме Европы (не считая Великобритании) и частично Азии) - Лив Кристин ( Европа) - The Devil Wears Prada |

## Бывшие исполнители
Годы в скобках означают период сотрудничества исполнителя с Roadrunner Records.
| - 12 Gauge (1998) - 36 Crazyfists (2000—2007) - 40 Below Summer (2003, Великобритания) - Above All (1996, Великобритания) - Acid (1981) - Agnostic Front (1992—1993) - Amen (1998—1999) - Annihilator (1987—1994) - Anyone (2001) - Artillery (1990) - Atrocity - Atrophy (1987—1990) - Battleaxe (начало 1980-х) - Beki and the Bullets (Австралия) - Believer (1990—1994) - Big Rude Jake (1999) - Bill Wyman's Rhythm Kings (Германия) - Biohazard (1992—1994) - Black Label Society (2006—2007) - Black Train Jack - Blitzkrieg (1991) - Blue Mountain (1995—1999) - Bobby D (1998) - Boiler Room (2000) - Both Worlds (1998) - Brujeria (1993—2000) - Budgie (1991) - Bulldozer (1985—1986) - Buzzov*en (1994) - Carnivore (1986—1987) - Cerebral Fix (1990—1991) - Chimaira (2001—2006) - Christy Moore - Coal Chamber (1994—2003) - Corvus Corax (Германия) - Crimson Glory (1986—1991) - Cynic (1992—1993) - Daniela's Daze (Европа, Австралия) - Days In Grief (Германия) - Death (1995) - Defiance (1989—1992) - Deicide (1990—2001) - Delerium (1991) - Detente (1986) - Die Monster Die - Dirty Americans (2001—2004) - Disincarnate - Dislocated Styles (2001) - DJ Micro (1997—1998) - Dog Eat Dog (1993—2000) - DoubleDrive (2002—2003) - Downer (2001) - downthesun (2002—2003) - Dreamkillers (Австралия) - Dry Kill Logic (2000—2002) - Earth Crisis (1998) - Effigy (Австралия) - Eighteen Visions (Великобритания) - Ether Seeds (2003) - Exhorder (1990—1992) - Faktion (2004—2006) - Fear Factory (1992—2002) - Fish | - Five Pointe O (2001—2003) - Floodgate (середина 90-х) - Frankenbok(Австралия) - Frankie Bones (1998) - From Autumn To Ashes (Великобритания) - Front Line Assembly (1994) - Gang Green (1987—1991) - Glassjaw (1999—2000) - goneblind (2002) - Gorguts (1991—1993) - Gruntruck (1990—1992) - Hatebreed (2005—2008) - Heathen (1991) - Hellion (1983) - High Holy Days (2004) - Ill Niño (2000—2006) - Illdisposed - Immolation (1991) - Infernal Majesty - Intermix - Jerry Cantrell (2002) - Jethro Tull (Германия) - Johnny Q. Public - Junkie XL - Kaize (Канада) - Karma To Burn (1997—1999) - Kemuri - Kevin Salem - King Diamond (1986—1990) - KMFDM (Великобритания) - Lääz Rockit (1987—1991) - Last Crack - Leningrad Cowboys (2000) - Life of Agony (1993—2000) - Linda McDonald - Little Louie Vega (1999) - Machine Head (1994-2013) - Madball (1994—1998) - Magellan (Германия) - Malevolent Creation (1990—1993) - MC Breed (1999) - Megadeth (2006-2012) - Mercyful Fate (1983—1987) - Metallica (Скандинавия) - Mindless Self Indulgence (конец 1990-х) - Misfits (2000) - Motörhead (1988—1990) - Mucky Pup (дистрибуция в Европе через лейбл Roadracer) - Murderdolls (2002—2006) - Nailbomb (1994—1995) - New York Dolls (2005—2007) - NME.MINE (Германия) - Non-Intentional Lifeform (Австралия) - Obituary (1989—2005) - Open Hand (Европа) - Optimum Wound Profile (1992—1993) - Out (X-Position) (Австралия) - Pain (2007—2008, Скандинавия, Европа) - Paradox (1987—1989) - Pestilence (1988—1994) - Pet Lamb (1994—1998) - PE'Z (Великобритания) | - Phantom Blue (1989) - Poison the Well (Германия) - Powersurge (1990—1991) - Quintaine Americana (1998) - Raccoon - Ratos de Porão (1989—1991) - Realm - Red Tape - Roadrunner United (2005—2008) - Rumblefish - Sadus (1990—1992) - Sanctity (2006—2008) - Saxon (1989) - Scarlet (Великобритания) - Segression (2000, Австралия) - Sepultura (1988—2002) - Sevendust (2005—2006, Европа и Австралия) - Shadows Fall (2006—2007, кроме США) - Shank 456 - Shelter (1995—1997) - Shootyz Groove (1997) - Skin Chamber - Skinlab (покинули лейбл до выхода дебютного альбома) - Sparks (1998) - Spineshank (1996—2003) - Sinch (2002) - Solitude Aeturnus (1991—1992) - Star Star - Steven Lemay (Канада) - Still Remains (2005—2008) - Suffocation (1991—1995) - Sybil (1997) - The 69 Eyes (Европа и Япония) - The Agony Scene (2005) - The Damned (1991) - The Karelia (Германия) - The Moon Seven Times - The Outlaws (1993) - The Sheila Divine (1999) - The Stranglers (Германия) - The Workhorse Movement (2000) - Thor (1985) - Thornley (2004) - Tin Foil Phoenix (Великобритания) - Toxik (конец 1980-х — начало 1990-х) - To My Surprise (2003) - Toilet Böys - Twelve Tribes (Великобритания) - Twice the Sun (подписали контракт, но аннулировали сделку до выхода альбома) - Type O Negative (1990—2004) - Ultramagnetic MCs (1996—1997) - Vision of Disorder (1996—1998) - Waltari (1991—1994) - Wednesday 13 (2005) - Westworld (2000) - Whiplash (1985—1990) - Willard (1992) - Wormhole (середина 1990-х) - Xentrix (конец 1980-х — начало 1990-х) - Zao (Великобритания) - Иэн Андерсон (Германия) - Джеймс Блант - Шинейд О'Коннор (Германия) |